# Нью-Джермани (город, Миннесота)
Нью-Джермани (англ. New Germany) — город в округе Карвер, штат Миннесота, США. На площади 1,7 км² (1,7 км² — суша, водоёмов нет), согласно переписи 2002 года, проживают 346 человек. Плотность населения составляет 204,2 чел./км².
- Телефонный код города — 952
- Почтовый индекс — 55367
- FIPS-код города — 27-45556[1]
- GNIS-идентификатор — 0648507[2]

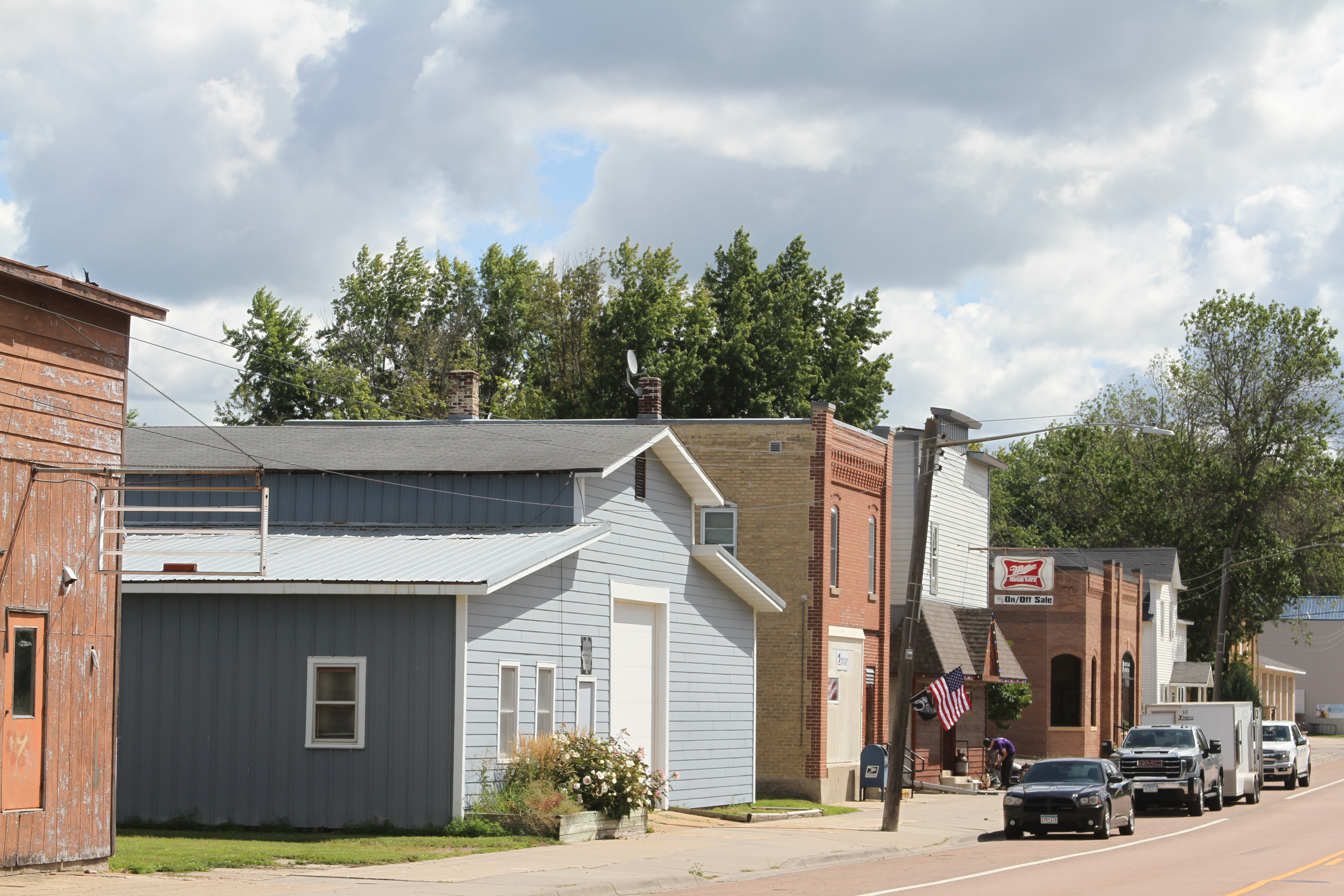
Нью-Джермани (New Germany)
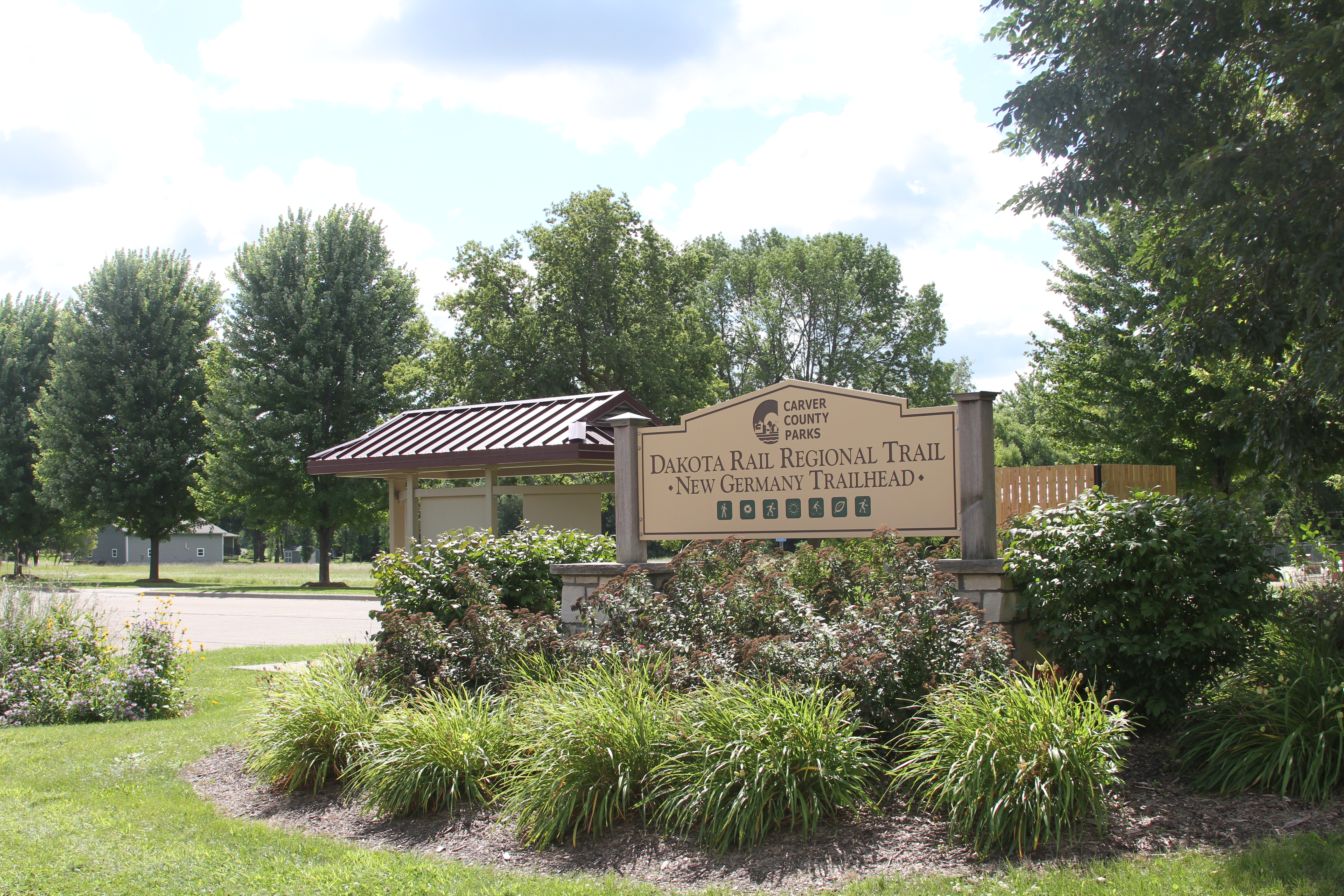
Dakota Rail Regional Trail